# Маначинский, Александр Фёдорович
Александр Фёдорович Маначинский (укр. Олександр Федорович Маначинський; 2 сентября 1958, Харьков — 1 января 2020, Харьков) — советский и украинский пловец, тренер; Мастер спорта международного класса.

## Биография
Родился 2 сентября 1958 года в Харькове. Учился в харьковской средней школе № 131. Окончил Харьковский педагогический институт в 1983 году по специальности «физическое воспитание».
Занимался плаванием (стиль баттерфляй) под руководством Александра и Нины Кожух. После окончания спортивной карьеры работал тренером по плаванию в сборных командах СССР и Украины (по 2008 год). Проживал в Харькове. Работал тренером-преподавателем в спортинтернате, «Акварене» и клубе «Сафари».
Александр Маначинский был рекордсменом Украины и СССР. Выиграл три национальных титула на дистанциях 100 м (1977), 200 м (1976) и в комбинированной эстафете 4 × 100 м (1976). Был участником летних Олимпийских игр 1976 года, где соревновался на дистанциях 100 м и 200 м баттерфляем, заняв восьмое место на второй дистанции. На летней Спартакиаде народов СССР 1979 года в плавании занял третье место на дистанции 100 м и второе место в комбинированной эстафете 4 × 100 м в составе команды Украинской ССР (А. Сидоренко, А. Черненко, А. Маначинский, С. Красюк).
Умер 1 января 2020 года.